# Туманов, Владислав Николаевич
Владислав Николаевич Туманов (р. 29 января 1958 года) — председатель Арбитражного суда Калужской области, глава администрации Псковской области (1992—1996).

## Биография
Родился 29 января 1958 года в Свердловске.
В 1983 году окончил факультет правовой службы в народном хозяйстве Свердловский юридический институт по специальности «Правоведение».
С 1983 по 1990 год — юрисконсульт, начальник юридического бюро, начальник юридического отдела Псковского завода механических приводов, заместитель директора Северо-Западного центра всесоюзной юридической фирмы «Контракт» Союза юристов СССР.
С 1989 года по 1992 год состоял в Общероссийском общественно-политическом движении «Демократическая Россия», являлся членом депутатской группы в Псковском областном Совете народных депутатов.
В 1990 году был избран депутатом Псковского областного Совета народных депутатов.
С марта по май 1992 года — первый заместитель главы администрации г. Пскова по экономической реформе.
22 мая 1992 года был назначен Главой администрации Псковской области. В декабре 1993 года был избран депутатом Совета Федерации, был членом Комитета по конституционному законодательству и судебно-правовым вопросам. С 23 января по 4 декабря 1996 года был членом Совета Федерации по должности. В декабре 1996 года вновь баллотировался на пост губернатора Псковской области, в первом туре занял первое место (30,92 % голосов), во втором туре проиграл Евгению Михайлову, набрав 35,86 % голосов.
С 17 декабря 1996 года — первый заместитель Министра, а с 28 января 1997 года по 4 декабря 1998 года — статс-секретарь — первый заместитель Министра Российской Федерации по делам национальностей и федеративным отношениям.
С 4 декабря 1998 года по 21 августа 2000 года — заместитель Министра национальной политики Российской Федерации, с 1997 года входил в состав Согласительной комиссии по урегулированию разногласий между органами государственной власти Российской Федерации и Республики Ингушетии по некоторым положениям Конституции Республики Ингушетии, обеспечению её соответствия Конституции Российской Федерации и федеральным законам.
С 5 августа 2000 года — первый заместитель полномочного представителя Президента Российской Федерации в Уральском федеральном округе. В 2006 году — главный советник аппарата советников Администрации Президента Российской Федерации.
С 1 августа 2006 года — июль 2015 года — первый заместитель, заместитель председателя Федерального арбитражного суда Московского округа.
С 11 января 2016 года по июль 2019 года — заместитель председателя Арбитражного суда Восточно-Сибирского округа.
19 января 2019 года назначен председателем Арбитражного суда Калужской области.
Председатель Псковского отделения Императорского Православного Палестинского Общества с 2015 года.

## Классный чин
- Действительный государственный советник Российской Федерации 2 класса (23 апреля 2001 года)[14].

## Награды
- Орден Дружбы (2 мая 1996 года) — за заслуги перед государством и многолетний добросовестный труд[15].
- Юбилейная медаль «300 лет Российскому флоту»,
- Медаль «В память 850-летия Москвы»,
- Почётная грамота Президента Российской Федерации (12 декабря 2008 года) — за активное участие в подготовке проекта Конституции Российской Федерации и большой вклад в развитие демократических основ Российской Федерации[16]
- Благодарность Президента Российской Федерации
- Орден святого благоверного князя Даниила Московского (РПЦ)

## Семья
Женат, имеет дочь. Имеет внучку и внука.